# Karl Roth
Karl Roth (1783. február 21. – 1864. június 4.), teljes nevén Franz Karl von Roth, osztrák császári katonatiszt, 1844-től tábornok. Az 1848-as ozorai csatában hadosztályával együtt magyar forradalmi csapatok fogságába esett.

## Életpályája
1824-től őrnagy, 1832-től alezredes, 1836-tól ezredes, a 13. határőrezred parancsnoka. 1844. május 31-én vezérőrnaggyá léptették elő, és a pancsovai dandár parancsnoka lett.
1848 augusztusától a szlavóniai horvát hadosztály parancsnoka volt (kb. 8–9000 fő, jelentős részben népfölkelők, 12 löveg). Szeptember 21-én hadosztálya élén Sztáránál átkelt a Dráván. Jellasics a pákozdi csata után nyugat felé vonult vissza, ezzel Roth hadosztályát szinte odadobta a magyar sereg zsákmányául. Roth október 4-én értesült Jellasics hadmozdulatáról, és azonnal megkezdte a visszavonulást. Időközben seregének hátában kitört a népfelkelés, elfogták az utánpótlását szállító szekérkaravánt, és a Pécsen hátrahagyott helyőrségét is. Egy elszakadt zászlóalja már október 5-én megadta magát Görgeynek.
Roth császári serege Kálozra érkezett, majd 5-én Keresztúr és Soponya felé vonult. Az adonyi táborból Traugott István kapitány egysége érkezett Abára. 5-én délután fél öt órakor a kapitány – az osztrákok közeledésének hírére – egységét Keresztúr irányába vezényelte. Közben arról értesült, hogy az ellenség betört Abára. Parancsot adott az ellenséges erők megsemmisítésére. Az ütközetben, amelyben a Hunyadi csapat is részt vett, az ellenséget a felkelt nép segítségével kiverték a faluból."
A visszavonuló, és Perczel illetve Görgey csapatai által üldözött Roth az ozorai csatában szembetalálkozott a Csapó Vilmos vezette népfelkelőkkel, akiknek tényleges erejét túlbecsülve bekerítve érezte magát, és letette a fegyvert. A továbbiakban hadifogságban töltötte napjait.
A szabadságharc leverése után vizsgálatot indítottak ellene, de felmentették. 1851. május 25-én nyugállományba vonult.